# Gerrit Achterberg

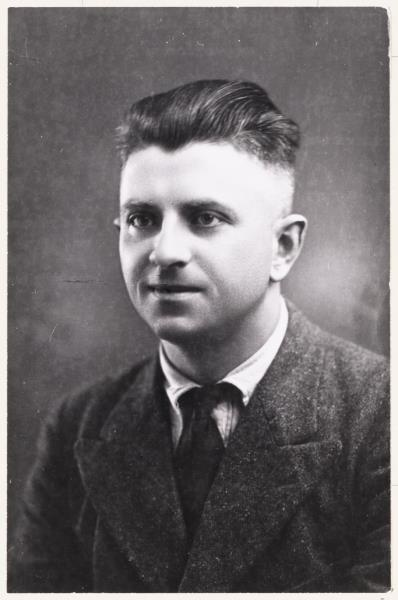
Achterberg in 1936

Gerrit Achterberg (Nederlangbroek, 20 mei 1905 – Leusden, 17 januari 1962) was een Nederlands dichter. Hij wordt beschouwd als een van de belangrijkste dichters in de twintigste-eeuwse Nederlandse poëzie. Zijn werk werd onderscheiden met onder meer de P.C. Hooft-prijs en de Constantijn Huygens-prijs. Achterberg was ook een misdadiger, die voor de moord op zijn hospita en aanranding van haar dochter, 16 jaar terbeschikkinggesteld is geweest en dientengevolge meer dan vijf jaar in diverse forensisch psychiatrische inrichtingen heeft verbleven.

## Biografie

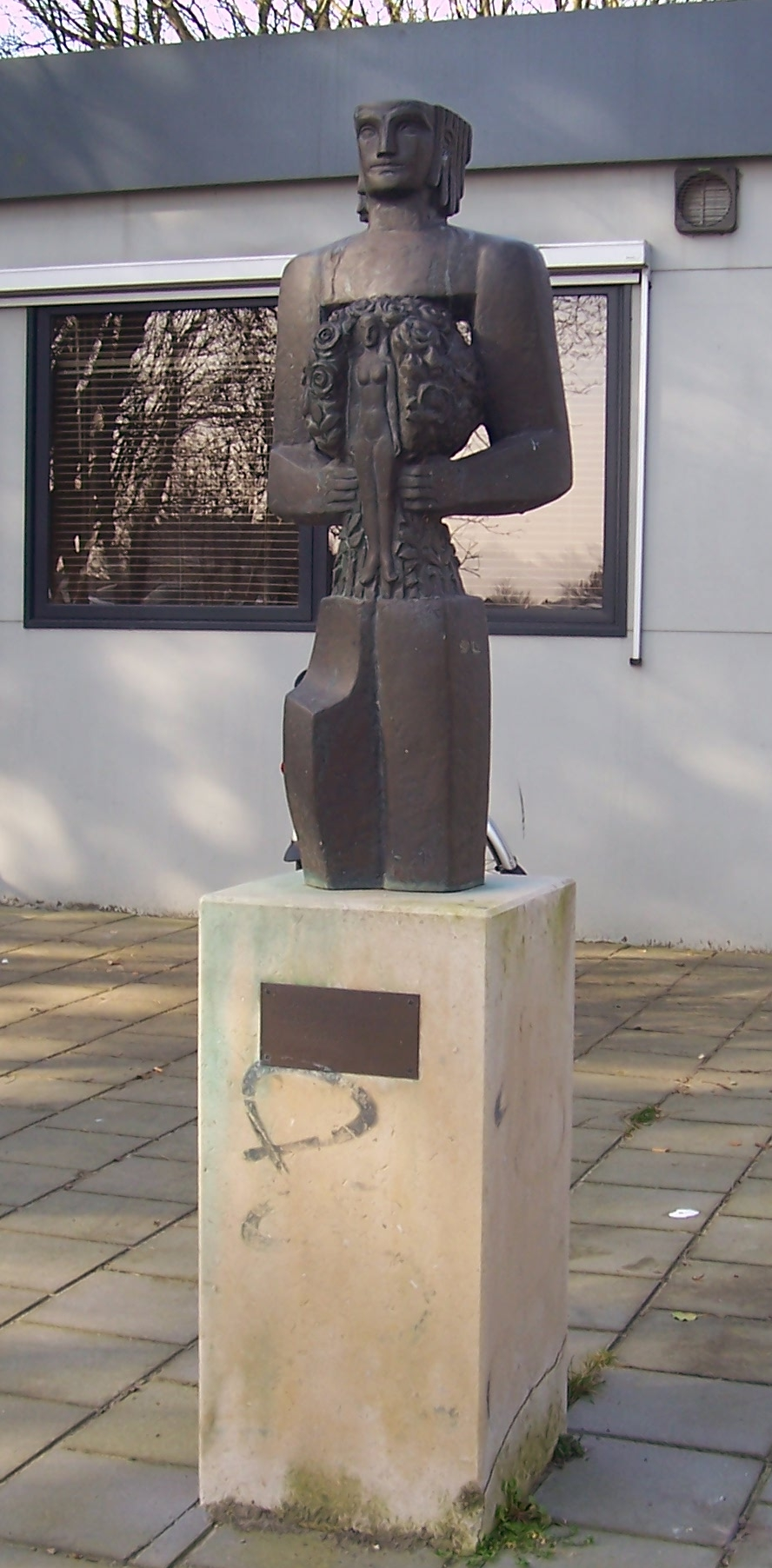
Hommage aan Gerrit Achterberg. Bronzen beeld in Noordwijk door Willem Berkhemer.

### Jeugd
Achterberg was de tweede zoon van Hendrik Achterberg en Pietje van de Meent, in een orthodox calvinistisch gezin met acht kinderen. Zijn vader was aanvankelijk koetsier van de familie van Lynden van Sandenburg en later, na de toegenomen populariteit van de automobiel, boer. Vader stamde af van graaf Floris V en van Jan Pieterszoon Sweelinck. Moeder zou het buitenechtelijke kind zijn van een adellijk persoon (door Achterberg zelf aangeduid als "Baron van Beukelaar").

### Onderwijzer en literair debuut
Achterberg blonk uit op school en begon in 1924 een carrière als onderwijzer. Zijn literaire debuut vond in hetzelfde jaar plaats. Samen met Arie Dekker, die hem tot schrijven stimuleerde, publiceerde hij de bundel De zangen van twee twintigers. Hij beschouwde het werk later als een jeugdzonde. Wel serieus, volgens zijn biograaf, nam hij zijn debuut in Elsevier's Geïllustreerd Maandschrift in juli 1926.
Zijn carrière als dichter kreeg pas duidelijk gestalte, nadat Roel Houwink zich als zijn literaire mentor ontpopte. Het eerste resultaat was de bundel Afvaart (1931), waarin Achterbergs hoofdthema al aanwezig is: 'het oproepen van de gestorven geliefde.'

### Crisis, moord en aanranding
Na de publicatie van Afvaart raakte Achterberg in een geestelijke crisis. Hij leed aan drankzucht, werd enkele keren opgenomen in een psychiatrische inrichting en had veel problemen in relaties met vrouwen. De verwarring die dat met zich meebracht leidde bij Achterberg regelmatig tot gendergerelateerd geweld. Deze ontwikkelingen mondden uiteindelijk uit in een moord en aanranding.
Gerrit Achterberg had in 1934 het onderwijs verruild voor een baan als landbouwcrisisambtenaar bij de Crisisveecentrale in Utrecht. Hij woonde aldaar in de Boomstraat 20-bis op kamers bij zijn hospita Roel van Es (Roeltje van den Berg). Daar zou Achterberg meteen belangstelling voor haar dochter hebben getoond.
Alhoewel haar dochter dit tegenspreekt, kreeg Achterberg volgens sommigen een relatie met Roel van Es, hoewel hij inmiddels verloofd was. Op 15 december 1937 schoot Achterberg de toen 40-jarige vrouw dood, na een poging tot aanranding van haar 16-jarige dochter Bep, die daarbij gewond raakte.

### Verplichte behandeling
Hij meldde zichzelf bij de politie en werd tot tbr (de voorganger van tbs) veroordeeld. Tot augustus 1943 verbleef hij in diverse forensisch psychiatrische inrichtingen, waaronder de voormalige tbs-klinieken Veldzicht en Oldenkotte. Na een periode van resocialisatie werd zijn tbr in 1955 definitief opgeheven. Bep sprak hierover in 1972 en 2002 nog met journalisten. Het slachtoffer én enige getuige van de moord overleed op 20 oktober 2007 te Apeldoorn.

### Laatste jaren
In 1946 trouwde Achterberg met zijn jeugdvriendin Cathrien van Baak (1908-1989). Van haar was in kleine kring bekend dat ze in de Tweede Wereldoorlog lid van de NSB en de minnares van een Duitse SS'er was. Het echtpaar ging op de eerste etage van de villa Mariahoeve te Hoonte in de Achterhoek wonen. Zij kregen een kind dat enkele uren na de geboorte overleed. De laatste jaren van zijn leven woonde het echtpaar in Leusden, waar Gerrit in 1962 aan een hartaanval overleed.
Achterbergs persoonlijke problemen en zijn drankzucht werden lange tijd door zijn vrienden en bewonderaars toegedekt met de mantel der liefde. Pas door latere publicaties kwamen deze biografische aspecten van de dichter aan het licht.

## Werk
Literair produceerde Achterberg onderwijl een stroom aan nieuw werk. Tussen 1939 en 1953 verschenen 22 bundels. En Jezus schreef in 't zand (1947) werd in 1949 onderscheiden met de P.C. Hooft-prijs. Ballade van de gasfitter (1953) kreeg in 1954 de Poëzieprijs van de gemeente Amsterdam en in 1959 kreeg Gerrit Achterberg voor zijn gehele werk de Constantijn Huygens-prijs toegekend.

### Prijzen
- 1946 – Pinksterprijs voor Radar

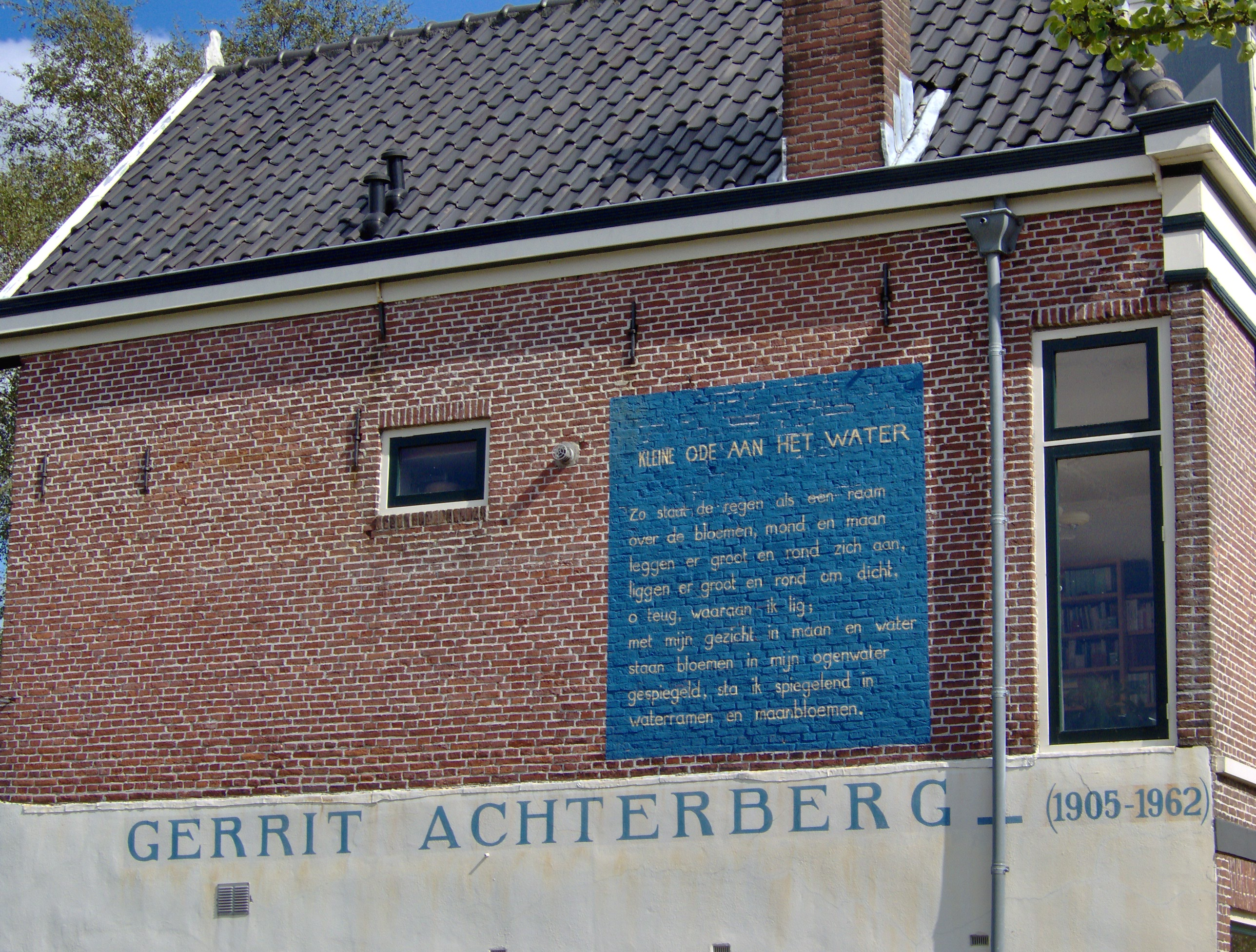
Het gedicht "Kleine ode aan het water" op een gevel te Leiden, Rijnkade 8.

- 1949 – Poëzieprijs van de gemeente Amsterdam voor Afreis
- 1949 – P.C. Hooft-prijs voor En Jezus schreef in 't zand
- 1954 – Poëzieprijs van de gemeente Amsterdam voor Ballade van de gasfitter
- 1959 – Constantijn Huygens-prijs voor zijn gehele oeuvre

### Bibliografie

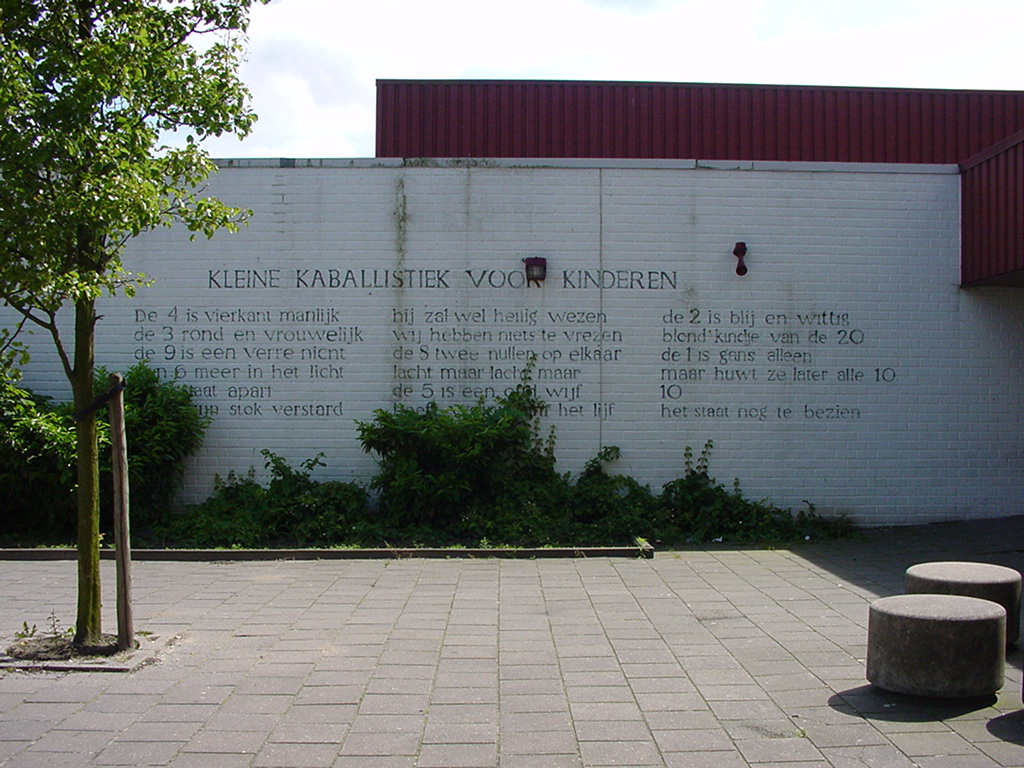
Gedicht "Kleine kabalistiek voor kinderen" als muurgedicht in Leiden (1987-200X).

## Trivia
- De Koninklijke Bibliotheek heeft een deelcollectie Gerrit Achterberg, waarin nagenoeg alle auteursexemplaren van zijn bundels zijn opgenomen.
- In Wageningen is in 1995 een granieten beeldhouwwerk 'Hommage aan Achterberg' van de hand van Willem Berkhemer geplaatst. Het bronzen ontwerp van dit standbeeld is geplaatst op het terrein van de Willem van den Bergh-stichting te Noordwijk-Binnen (zie afbeelding).

- Biblioteca Nacional de España: XX1646903
- Bibliothèque nationale de France: cb121036469 (data)
- Biografisch Portaal: 07384631
- Digitale Bibliotheek voor de Nederlandse Letteren: acht003
- Gemeinsame Normdatei: 118936778
- International Standard Name Identifier: 0000 0001 0895 7075
- Library of Congress Control Number: n79058858
- MusicBrainz: 418dea14-e00f-405c-b409-0c33a4b01bd5
- Nationale Bibliotheek van Tsjechië: av20231199230
- Nationale Bibliotheek van Israël: 987007314907805171
- Nederlandse Thesaurus van Auteursnamen: 068390343
- LIBRIS: 287623
- SNAC: w6xh44qz
- Système universitaire de documentation: 029400902
- Virtual International Authority File: 46790203
- WorldCat: E39PBJpJcTcmqC3FXCxk9Qfpfq